# Don Rosa
| Portal | Portal:Disney |

Keno Don Hugo Rosa (ofte kaldet Don Rosa, født 29. juni 1951 i Louisville, Kentucky i USA) er en berømt tegner og forfatter af Anders And-tegneserier. Han betragtes af mange som en af de bedste andetegnere siden Carl Barks.
Don Rosas lidenskab for tegneserier stammer fra hans barndom, hvor han voksede op med dem. Han tegnede også selv små tegneserier – både med de kendte disneyfigurer og med andre, som han selv fandt på. Drømmen om en karriere som tegneserieskaber var dog i første omgang kun en drøm. Han blev bygningsingeniør fra University of Kentucky og overtog familiefirmaet.
I 1987 besluttede han sig for at forfølge sin gamle barndomsdrøm; han tog chancen og kontaktede den amerikanske udgiver af disneytegneserier for at høre, om de kunne bruge ham. Han fik chancen, og snart udkom den første serie fra hans hånd, Solens søn.
Et af Don Rosas mest kendte værker er Her er dit liv, Joakim. Han er også kendt for sit detaljerede stamtræ over andefamilien, et forsøg på at katalogisere de mange mere eller mindre flygtige figurer, som har besøgt Andeby igennem tiderne, og som er opfundet af forskellige tegnere/manusforfattere. 
Mange af Don Rosas serier bygger videre på gamle serier af Barks, og i modsætning til andre nutidige andetegnere foregår alle hans serier i 1950'erne (med undtagelse af nogle historier om Joakim von Ands fortid). Det var nemlig netop i de år, at Barks regnedes for at være på højdepunktet af sin karriere. Det kan for eksempel ses på omgivelserne i Andeby og på biler, brugen af telegraf og andre ting. Hvis Joakim von And brugte computer eller mobiltelefon i en Rosa-historie, ville det være en anakronisme. I ganske få har han dog tegnet moderne ting, som i historien "Anden, som faldt ned fra himlen" og "Gyldne tider".
Den opmærksomme læser af Don Rosas tegneserier vil bemærke, at der i det første eller andet billede på første side i de fleste af Rosas serier er skjult et lille D.U.C.K., som står for: Dedicated to Unca Carl from Keno ("dedikeret til onk'l Carl fra Keno"). En lille hilsen fra Rosa til sit forbillede og inspirator Carl Barks. Et andet kendetegn er, at han ofte skjuler små Mickey Mouse-hoveder i sine tegninger.
Desværre er Don Rosas syn gennem de seneste år blevet dårligere. Det og den lave betaling han fik for sine historier, fik i 2008 Rosa til at indstille sin karriere som andetegner. 

## Udgivelser på dansk
Foruden at Don Rosas historier jævnligt dukker op i det danske Anders And-blad, kan hans historier også læses i kronologisk rækkefølge i Egmont Serieforlagets udgivelser i serien Hall of Fame. Udgivelserne i bogform på dansk omfatter:
- Her er dit liv, Joakim
- Don Rosa: Hall of Fame 1
- Don Rosa: Hall of Fame 2
- Don Rosa: Hall of Fame 3
- Don Rosa: Hall of Fame 4
- Don Rosa: Hall of Fame 5
- Don Rosa: Hall of Fame 6
- Don Rosa: Hall of Fame 7
- Don Rosa: Hall of Fame 8
- Don Rosa: Hall of Fame 9
- Don Rosa: Hall of Fame 10

## Don Rosa-udgivelser i Anders And & Co.

### 1990
- Nr.	1	Dus med dyrene				Anders And
- Nr.	2	Samlerdille				Anders And
- Nr.	3	Flyvefisk				Anders And
- Nr.	8	Skatten på bjerget			Onkel Joakim 	(1-2)
- Nr.	9	Skatten på bjerget			Onkel Joakim 	(2-2)
- Nr.	10	Nostrildamus’ forbandelse		Onkel Joakim
- Nr.	17	Tilbage til Usleravnekrog		Anders And 	(1-4)
- Nr.	18	Tilbage til Usleravnekrog		Anders And 	(2-4)
- Nr.	19	Tilbage til Usleravnekrog		Anders And 	(3-4)
- Nr.	20	Tilbage til Usleravnekrog		Anders And 	(4-4)
- Nr.	35	Gensyn med fortiden			Onkel Joakim 	(1-4)
- Nr.	36	Gensyn med fortiden			Onkel Joakim 	(2-4)
- Nr.	37	Gensyn med fortiden			Onkel Joakim 	(3-4)
- Nr.	38	Gensyn med fortiden			Onkel Joakim 	(4-4)
- Nr.	46	An(d)lægsgartneren			Anders And

### 1991
- Nr. 	4	Da tiden stod stille			Anders And
- Nr. 	22	Anden, som faldt ned fra himlen		Anders And
- Nr.	24	Bunden er nået				Anders And
- Nr.	29	Arvefjender				Onkel Joakim
- Nr.	35	Dybt at falde				Anders And
- Nr.	45	Gensyn med dværgindianerne		Onkel Joakim 	(1-3)
- Nr.	46	Gensyn med dværgindianerne		Onkel Joakim 	(2-3)
- Nr.	47	Gensyn med dværgindianerne		Onkel Joakim 	(3-3)

### 1992
- Nr.	6	Super-helt for en dag			Anders And
- Nr.	45	Præriens bedste and			Onkel Joakim
- Nr.	47	Gyldne tider				Onkel Joakim

### 1993
- Nr.	2	Kobberkongen fra Montana		Onkel Joakim
- Nr.	11	Den nye slotsherre			Onkel Joakim
- Nr.	18	Savannens skræk				Onkel Joakim
- Nr.	24	Det store næbdyr			Onkel Joakim
- Nr.	29	Kongen af Klondike			Onkel Joakim 	(1-3)
- Nr.	30	Kongen af Klondike			Onkel Joakim 	(2-3)
- Nr.	31	Kongen af Klondike			Onkel Joakim 	(3-3)
- Nr.	39	Det forheksede sølvfad			Onkel Joakim
- Nr.	45	Milliardæren fra Ødelyng Overdrev 	Onkel Joakim

### 1994
- Nr.	10	Slaget om Fort Andeby			Onkel Joakim
- Nr.	15	Verdens rigeste and			Onkel Joakim 	(1-3)
- Nr.	16	Verdens rigeste and			Onkel Joakim 	(2-3)
- Nr.	17	Verdens rigeste and			Onkel Joakim 	(3-3)
- Nr. 	21	Gaverne der gik i fisk			Anders And
- Nr.	22	Eneboeren i Andeby			Onkel Joakim
- Nr.	23	Fødselsdagsånden			Anders And

### 1995
- Nr.	13	Rejsen til jordens indre		Onkel Joakim 	(1-3)
- Nr.	14	Rejsen til jordens indre		Onkel Joakim 	(2-3)
- Nr.	15	Rejsen til jordens indre		Onkel Joakim 	(3-3)
- Nr.	24	Tilbage til fortiden			Onkel Joakim
- Nr.	39	Fantasillionær på skrump		Onkel Joakim	(1-3)
- Nr.	40	Fantasillionær på skrump		Onkel Joakim 	(2-3)
- Nr.	41	Fantasillionær på skrump		Onkel Joakim 	(3-3)

### 1996
- Nr.	4	Opgør i Klondike			Onkel Joakim 	(1-3)
- Nr.	5	Opgør i Klondike			Onkel Joakim	(2-3)
- Nr.	6	Opgør i Klondike			Onkel Joakim 	(3-3)
- Nr.	21	Strandet i tiden			Onkel Joakim 	(1-3)
- Nr.	22	Strandet i tiden			Onkel Joakim 	(2-3)
- Nr.	23	Strandet i tiden			Onkel Joakim 	(3-3)
- Nr.	26	Shambalas skat				Anders And
- Nr.	32	En skæv dag i Andeby			Onkel Joakim
- Nr.	52	Opgør i spøgelsesbyen			Onkel Joakim 	(1-3)

### 1997
- Nr.	1	Opgør i spøgelsesbyen			Onkel Joakim 	(2-3)
- Nr.	2	Opgør i spøgelsesbyen			Onkel Joakim 	(3-3)
- Nr.	19	Et øje for detaljer			Anders And
- Nr.	26	En ganske særlig overraskelse		Onkel Joakim
- Nr.	33	Pengetank på afveje			Onkel Joakim 	(1-3)
- Nr.	34	Pengetank på afveje			Onkel Joakim 	(2-3)
- Nr.	35	Pengetank på afveje			Onkel Joakim 	(3-3)
- Nr.	42	Den rene T.I.T.E.L.T.E.R.R.O.R.		Grønspætterne

### 1998
- Nr.	4	Fødselsdags-forbandelsen		Anders And
- Nr.	23	Den Sorte Ridder			Onkel Joakim 	(1-2)
- Nr.	24	Den Sorte Ridder			Onkel Joakim 	(2-2)
- Nr.	52	Cowboy-kaptajnen på Cutty Sark		Onkel Joakim 	(1-2)
- Nr.	53	Cowboy-kaptajnen på Cutty Sark		Onkel Joakim 	(2-2)

### 1999
- Nr.	9	Hollænderens hemmelighed		Onkel Joakim 	(1-2)
- Nr.	10	Hollænderens hemmelighed		Onkel Joakim 	(2-2)
- Nr.	25	Streng opdragelse			Anders And
- Nr.	30	Tilbage til Den Forbudte Dal		Onkel Joakim 	(1-2)
- Nr.	31	Tilbage til Den Forbudte Dal		Onkel Joakim 	(2-2)
- Nr.	48	Jagten på guldmøllen			Onkel Joakim 	(1-3)
- Nr.	49	Jagten på guldmøllen			Onkel Joakim 	(2-3)
- Nr.	50	Jagten på guldmøllen			Onkel Joakim 	(3-3)

### 2000
- Nr.	27	Skatten på havets bund			Onkel Joakim
- Nr.	40	De tre caballeros vender tilbage	Anders And 	(1-3)
- Nr.	41	De tre caballeros vender tilbage	Anders And 	(2-3)
- Nr.	42	De tre caballeros vender tilbage	Anders And 	(3-3)
- Nr.	51	Til angreeeb!				Onkel Joakim

### 2001
- Nr.	14	Mønt på afveje				Onkel Joakim
- Nr.	17	Anstrengende avislæsning		Onkel Joakim
- Nr.	21	Angreb på pengetanken			Bjørne Banden
- Nr.	29	Gensyn med fortiden (Tralla-la)		Onkel Joakim
- Nr.	43	Korsridderkongernes krone		Onkel Joakim 	(1-3)
- Nr.	44	Korsridderkongernes krone		Onkel Joakim 	(2-3)
- Nr.	45	Korsridderkongernes krone		Onkel Joakim 	(3-3)

### 2002
- Nr.	11	Glem det!				Onkel Joakim
- Nr.	19	Georgs første opfindelse		Georg Gearløs 	(1-2)
- Nr.	20	Georgs første opfindelse		Georg Gearløs 	(2-2)
- Nr.	39	Brushanen fra Corte Culebra		Onkel Joakim 	(1-3)
- Nr.	40	Brushanen fra Corte Culebra		Onkel Joakim 	(2-3)
- Nr.	41	Brushanen fra Corte Culebra		Onkel Joakim 	(3-3)

### 2003
- Nr.	29	Da tiden stod stille			Anders And
- Nr.	43	Skrald og skatte			Onkel Joakim

### 2004
- Nr.	9	Tempelriddernes skat			Onkel Joakim 	(1-3)
- Nr.	10	Tempelriddernes skat			Onkel Joakim 	(2-3)
- Nr.	11	Tempelriddernes skat			Onkel Joakim 	(3-3)
- Nr.	27	Den sorte ridder glorper igen		Onkel Joakim 	(1-2)
- Nr.	28	Den sorte ridder glorper igen		Onkel Joakim 	(2-2)
- Nr.	29	Kong Joakim den første			Onkel Joakim

### 2005
- Nr.	3	De tre Caballeros rider igen – igen	Anders And	(1-3)
- Nr.	4	De tre Caballeros rider igen – igen	Anders And	(2-3)
- Nr.	5	De tre Caballeros rider igen – igen	Anders And	(3-3)
- Nr.	29	Solens søn				Onkel Joakim

### 2006
- Nr.	22	Fangen ved Sølvstrømmen			Onkel Joakim	(1-3)
- Nr.	23	Fangen ved Sølvstrømmen			Onkel Joakim	(2-3)
- Nr.	24	Fangen ved Sølvstrømmen			Onkel Joakim	(3-3)

## Tillæg
- 1991  Nr.     2       Skatten på havets bund           Onkel Joakim
- 1991	Nr.	13	Gensyn med fortiden (Tralla-la)	 Onkel Joakim
- 1991	Nr.	42	Kong Joakim den første		 Onkel Joakim
- 1992	Nr.	30	Her er dit liv Joakim (kap. 1+2) Onkel Joakim
- 1993	Nr.	30	Solens søn			 Onkel Joakim
- 1993	Nr.	42	Det forsvundne bibliotek	 Grønspætterne
- 1994	Nr.	7	Fra Andeby til Lillehammer	 Anders And
- 1995	Nr.	4	Kong Krøsus' skatkammer		 Onkel Joakim
- 1995	Nr.	42	Columbuskortene 		 Anders And
- 1998 	Nr. 	6 	Eldorados sidste hersker 	 Onkel Joakim
- 2001	Nr.	7	Gensyn med fortiden		 Onkel Joakim
- 2001	Nr.	15	Gensyn med dværgindianerne	 Onkel Joakim
- 2002	Nr.	49	Onkel Joakim i drømmeland	 Onkel Joakim
- 2006  Nr.     6       Dus med dyrene                   Anders And
- 2011  Nr.     28      Her er dit liv Joakim (kap 0-4)  Onkel Joakim
- 2011  Nr.     29      Her er dit liv Joakim (kap 5-8)  Onkel Joakim
- 2011  Nr.     30      Her er dit liv Joakim (kap 9-12) Onkel Joakim

## Fodnoter
1. ↑  "Frank Stajano's Comics Podcast". Arkiveret fra originalen 19. april 2011. Hentet 4. januar 2009.